# Jeroen Zijlstra
Jeroen Zijlstra (Oosterland (Wieringen), 1958) is een Nederlandse zanger, tekstschrijver, componist en trompettist.
Zijlstra is sinds 1999 de zanger, tekstschrijver en trompettist van de band Zijlstra, waarin ook Jan Menu (saxofoon, zang), Ed Boekee (toetsen, zang), Edwin Wieringa (bas) en Nout Ingen Housz (drums, zang) spelen. Hiervoor was hij in 1983 mede-oprichter van mannenzanggroep De Bunzingers.
Als trompettist maakte Zijlstra deel uit van de succesvolle formatie 5 Slag 1 Wijd van Vera Vingerhoeds, waarmee hij door Nederland toerde en concerten gaf in Moskou en Leningrad. Daarnaast was hij actief in merengue-orkest "Hasta Domingo", het "Herbie White Orchestra" en de "Boventoon".
Als tekstschrijver schreef hij liederen voor onder anderen Mylène d'Anjou, Lucretia van der Vloot en Nilgün Yerli, allen werkzaam in de wereld van de kleinkunst. Hij is ook bekend van het lied Durgerdam slaapt, waarmee Zijlstra in 2002 de Annie M.G. Schmidt-prijs won.
Jeroen Zijlstra woont in Durgerdam met de predikante Hanna van Dorssen.
- International Standard Name Identifier: 0000 0003 7198 3115
- Library of Congress Control Number: no2009158990
- MusicBrainz: 8c393b97-a0a4-429c-b95a-35a9eb8199d7
- Virtual International Authority File: 101485107
- WorldCat: E39PBJpdMR64rYWgccQVfvbcfq